# Paroisse de Chipman
Cet article concerne la localité canadienne. Pour le village voisin, voir Chipman (Nouveau-Brunswick). Pour les autres significations, voir Chipman.
La paroisse de Chipman est une paroisse civile du Nouveau-Brunswick au Canada, située dans le comté de Queens.
Avant la réforme de la gouvernance locale du 1er janvier 2023, elle était divisée entre le village de Chipman et le district de services locaux de Chipman, tous deux membres de la commission de services régionaux 11. Dans le cadre de la réforme, le DSL a été annexé au district rural de la Région-de-la-capitale.

## Toponymie
La paroisse est nommée ainsi en l'honneur de Ward Chipman Jr. (1787-1851), qui fut juge en chef du Nouveau-Brunswick en 1834.

## Géographie

### Villages et hameaux
La paroisse comprend les hameaux de Briggs Corner, Bronson Settlement, Castaway, Dufferin, Gaspereau Forks, Harley Road, Iron Bound Cove, Kings Mine, Red Bank, Salmon Creek, The Ridge et Upper Gaspereau.
Coal Creek est séparé avec la paroisse de Waterborough.

## Histoire
La carte Mitchell de 1755 mentionne un « village d'Acadiens » à l'embouchure de la rivière Salmon dans le Grand Lac. Selon William Francis Ganong, c'est une erreur puisqu'il n'existe aucune autre mention du village.
En 1785, B. Marston note dans son journal qu'il y a un village malécite au bord de la rivière Salmon, juste au nord de Chipman.
Des néo-brunswickois s'établissent dans la paroisse après 1800. Ce sont toutefois des immigrants du sud de l'Irlande qui fondent Salmon Creek peu après 1820.
La municipalité du comté de Queens est dissoute en 1966. La paroisse de Chipman devient un district de services locaux en 1967.

## Démographie
| 2001  | 2006  | 2011 | 2016 | 2021 |
| ----- | ----- | ---- | ---- | ---- |
| 1 111 | 1 056 | 962  | 913  | 853  |

## Économie
Entreprise Central NB, membre du Réseau Entreprise, a la responsabilité du développement économique.

## Administration

### Comité consultatif
En tant que district de services locaux, Chipman est administré directement par le Ministère des Gouvernements locaux du Nouveau-Brunswick, secondé par un comité consultatif élu composé de cinq membres dont un président.

### Commission de services régionaux
La paroisse de Chipman fait partie de la Région 11, une commission de services régionaux (CSR) devant commencer officiellement ses activités le 1er janvier 2013. Contrairement aux municipalités, les DSL sont représentés au conseil par un nombre de représentants proportionnel à leur population et leur assiette fiscale. Ces représentants sont élus par les présidents des DSL mais sont nommés par le gouvernement s'il n'y a pas assez de présidents en fonction. Les services obligatoirement offerts par les CSR sont l'aménagement régional, l'aménagement local dans le cas des DSL, la gestion des déchets solides, la planification des mesures d'urgence ainsi que la collaboration en matière de services de police, la planification et le partage des coûts des infrastructures régionales de sport, de loisirs et de culture; d'autres services pourraient s'ajouter à cette liste.

### Représentation fédérale et provinciale
La paroisse de Chipman fait partie de la circonscription fédérale de Fredericton et de la circonscription provinciale de Grand Lake-Gagetown. 

## Vie locale
Le DSL est inclus dans le territoire du sous-district 10 du district scolaire Francophone Sud. Les écoles francophones les plus proches sont à Fredericton et Oromocto alors que les établissements d'enseignement supérieurs les plus proches sont dans le Grand Moncton.
Le bureau de poste et le détachement de la Gendarmerie royale du Canada le plus proche est à Chipman.
Les anglophones bénéficient du quotidien Telegraph-Journal, publié à Saint-Jean. Les francophones bénéficient quant à eux du quotidien L'Acadie nouvelle, publié à Caraquet et de l'hebdomadaire L'Étoile, de Dieppe.

## Culture

### Architecture et monuments
Un pont couvert traverse la rivière Gaspereau à Haut-Gaspereau. Le pont fut construit en 1913 et mesure 49,8 mètres de long.